# Blassac
Blassac ist ein Ort und eine französische Gemeinde mit 129 Einwohnern (Stand: 1. Januar 2022) im Département Haute-Loire in der Region Auvergne-Rhône-Alpes (vor 2016: Auvergne). Die Gemeinde gehört zum Arrondissement Brioude und zum Kanton Pays de Lafayette.

## Lage
Blassac liegt etwa 36 Kilometer westnordwestlich von Le Puy-en-Velay am Allier. Umgeben wird Blassac von den Nachbargemeinden Villeneuve-d’Allier im Norden, Saint-Privat-du-Dragon im Nordosten, Lavoûte-Chilhac im Süden und Osten sowie Ally im Westen.

## Bevölkerungsentwicklung
| Jahr                       | 1962 | 1968 | 1975 | 1982 | 1990 | 1999 | 2006 | 2011 | 2017 |
| Einwohner                  | 190  | 174  | 146  | 143  | 130  | 121  | 141  | 152  | 136  |
| Quellen: Cassini und INSEE |      |      |      |      |      |      |      |      |      |

## Sehenswürdigkeiten
- Kirche Saint-Roch